# Пјана Алтаре (Кампобасо)
Пјана Алтаре је насеље у Италији у округу Кампобасо, региону Молизе.
Према процени из 2011. у насељу је живело 47 становника. Насеље се налази на надморској висини од 717 м.